# Храпино
Хра́пино (рос. Храпино) — присілок у складі Підосиновського району Кіровської області, Росія. Входить до складу Підосиновського міського поселення.
Населення становить 9 осіб (2010, 11 у 2002).
Національний склад станом на 2002 рік — росіяни 100 %.